# Оттава Сенаторз в сезоне 2012/2013
| Сезон-2012/2013      | Сезон-2012/2013             |
| -------------------- | --------------------------- |
| Дивизион             | 4 (Северо-Восточный)        |
| Конференция          | 7 (Восток)                  |
| Матчи                | 25 — 6 — 17                 |
| Дома                 | 15 — 3 — 6                  |
| На выезде            | 10 — 3 — 11                 |
| Шайб заброшено       | 116                         |
| Шайб пропущено       | 104                         |
| Информация о команде |                             |
| Генеральный менеджер | Брайан Мюррей               |
| Главный тренер       | Пол МакЛейн                 |
| Капитан              | Даниэль Альфредссон         |
| Ассистенты           | Джейсон Спецца Крис Филлипс |
| Арена                | Скоушабэнк Плэйс            |
| Средняя посещаемость | 19 408 зрителей             |
| Лидеры команды       |                             |
| Голы                 | Кайл Туррис (12)            |
| Передачи             | Сергей Гончар (24)          |
| Очки                 | Кайл Туррис (29)            |
| Штрафные минуты      | Крис Нил (144)              |
| Плюс/минус           | Три игрока (+9)             |
| КНН                  | Крэйг Андерсон (1,69)       |
| ← 2011/12            | 2013/14 →                   |

Сезон-2012/2013 стал 21-м в истории клуба «Оттава Сенаторз» в составе НХЛ.

## Межсезонье
На Драфте-2012 «Сенаторы» в первом раунде взяла игрока клуба Хоккейной лиги Онтарио «Оттава 67-е», что стало первым случаем выбора хоккеиста из этой команды в истории франшизы.
Основной задачей на лето было озвучено подписание контракта с молодым защитником Эриком Карлссоном. Уже через несколько дней швед заключил с «Сенаторами» новое семилетнее соглашение. В остальном, клуб провёл межсезонье достаточно спокойно, расставшись с четырьмя игроками и приобретя трёх.

## Локаут
Несмотря на многочисленные высказывания о том, что соглашение между Лигой и Профсоюзом игроков будет подписано вовремя, этого не произошло и 15 сентября 2012 года был объявлен локаут. После продолжительных переговоров 12 января 2013 сторонам удалось заключить договор, однако пришлось отменить запланированные мероприятия — предсезонку, Матч всех звёзд и Зимнюю классику.

## Регулярный чемпионат
Спустя всего несколько часов после заключения нового договора между НХЛ и Профсоюзом игроков появилось и расписание матчей Регулярного чемпионата. Оно получилось укороченным, вместив себя всего 48 матчей в календаре каждой команды, при этом было решено отказаться от игр с командами из другой конференции. «Оттава» открыла сезон матчем в Виннипеге с местными «Джетс» 19 января 2013 года, а уже через день встретилась с «Флоридой» на домашней арене. Последний матч Регулярного чемпионата у «Сенаторов» должен был пройти на «Скоушабэнк Плэйс» 27 апреля 2013 года, где соперником «Оттавы» стала «Филадельфия».
Но, в связи с событиями в Бостоне 15 апреля, матч, назначенный на тот же вечер, был перенесён на 28 апреля.
Весь сезон «Сенаторы» преодолевали сквозь шквал травм. Уже через пять матчей выбыл до конца чемпионата центрфорвард Джейсон Спецца, затем появились проблемы с коленом у Милана Михалека, а 13 февраля защитник Эрик Карлссон покинул площадку с надрывом ахиллесова сухожилия. Несмотря на все передряги, «Оттава» по-прежнему находила в себе силы побеждать и оказалась по итогам регулярного чемпионата на седьмом месте в Восточной конференции. За такой подвиг болельщики наградили команду прозвищем «pesky» (с англ. — «доставучий, досаждающий»).

## Плей-офф
В последний раз «Оттава» проходила в плей-офф два года подряд по итогам сезона-2007/2008. После победы над «Вашингтоном» в матче 25 апреля, «Сенаторы» попали в стадию игр на вылет в 14-й раз в своей новейшей истории.
По окончании сезона, 28 апреля, «Оттава» оказалась на седьмой строчке в Восточной конференции и в первом раунде ей предстояло играть с занявшим второе место «Монреалем». В последний раз команды встречались в рамках плей-офф в 1927 году.

### (7) «Оттава» — «Монреаль» (2)
Первая игра серии ознаменовалась победой «Сенаторов» со счётом 4:2. Самым запоминающимся моментом матча стал силовой приём защитника «Оттавы» Эрика Грайбы против нападающего «Монреаля» Ларса Эллера: последний был немедленно доставлен в госпиталь с сотрясением мозга и переломом лицевой кости. Грайба был удалён до конца встречи, а позднее Лига выписала защитнику дисквалификацию ещё на две игры. Только за второй период «Канадиенс» бросили по воротам Крэйга Андерсона 27 раз, что стало рекордом как для «Монреаля», так и для «Оттавы» (по количеству нанесённых и пропущенных бросков за период матча плей-офф соответственно).
Вторую игру «Монреаль» начал без форвардов Ларса Эллера, Макса Пачиоретти и Брайана Джионты. Тем не менее, «Канадиенс» выиграли встречу со счётом 3:1, а вратарь Кэри Прайс потерял по ходу матча зуб, как и Андерсон матчем ранее.
В третьей игре новичок «Сенаторов» нападающий Жан-Габриэль Пажо забросил первый в своей карьере хет-трик в матче НХЛ. Причём, забрасывая первую шайбу, Пажо получил удар клюшкой в лицо и потерял зуб, став таким образом третьей подряд первой звездой матча, лишившись зуба. Как только «Сенаторы» повели в матче со счётом 4:1, началась драка 5-на-5, и по её итогам восемь игроков были отправлены в раздевалку. В итоге игра закончилась с результатом 6:1. Также «Оттава» поставила или повторила несколько своих рекордов: четыре гола за период (повторён), два гола в большинстве за период (повторён), 16 удалений и 93 минуты штрафа за период (установлен), 107 штрафных минут за матч (установлен).
В четвёртом матче команды принялись играть в хоккей: за всю игру было выписано всего восемь минут штрафа. Первый период прошёл без шайб. Шайбы Пи-Кей Суббэна и Алекса Гальченюка уже в начале второй двадцатиминутки обеспечили «Монреалю» комфортное преимущество. Но в третьем периоде «Оттава» насела на ворота Прайса, перебросав соперника 13-4. Сначала шайба зашла в ворота «Канадиенс» от ноги Мики Зибанежада, а за 22 секунды до третьей сирены счёт матча сравнял Кори Конакер. В самом конце основного времени вратарь Кэри Прайс получил повреждение и не смог продолжить встречу: в овертайме вместо него вышел Петер Будай. Запасной голкипер «Канадиенс» справился всего с одним броском «Оттавы», а через две с половиной минуты после начала овертайма Кайл Туррис сделал счёт в серии 3-1 в пользу «Сенаторов».
Кэри Прайс не смог сыграть в пятом матче, и у «Оттавы» практически не было проблем по ходу встречи. «Сенаторы» выиграли 6:1, и, как оказалось, в ходе серии ни разу не позволили отличиться сопернику в третьих периодах матчей.

### (7) «Оттава» — «Питтсбург» (1)
В первом раунде «Питтсбург» разобрался с «Нью-Йорк Айлендерз» в шести матчах. Причём, последние два матча ворота «Пингвинз» защищал запасной голкипер Томаш Вокоун, который и выступал на протяжении всей серии с «Сенаторами».
В первых двух матчах ещё была довольно напряжённая борьба, но «Питтсбург» взял верх в обоих случаях: 4:1 и 4:3. Третья игра серии ознаменовалась возвращением в строй нападающего Джейсона Спеццы. По ходу встречи «Сенаторы» уступали 0:1, но, благодаря голу Даниэля Альфредссона на последней минуте третьего периода, перевели встречу в овертайм. Победную шайбу в середине второй добавленной двадцатиминутки забросил Колин Грининг. Однако в оставшихся матчах «Оттава» не смогла ничего противопоставить сопернику: 3:7 и 2:6.

## Турнирная таблица
| # |                      | И  | В  | ПО | П  | Г+  | Г-  | О  |
| - | -------------------- | -- | -- | -- | -- | --- | --- | -- |
| 1 | «Монреаль Канадиенс» | 48 | 29 | 5  | 14 | 149 | 126 | 63 |
| 2 | «Бостон Брюинз»      | 48 | 28 | 6  | 14 | 131 | 109 | 62 |
| 3 | «Торонто Мэйпл Лифс» | 48 | 26 | 5  | 17 | 145 | 133 | 57 |
| 4 | «Оттава Сенаторз»    | 48 | 25 | 6  | 17 | 116 | 104 | 56 |
| 5 | «Баффало Сэйбрз»     | 48 | 21 | 6  | 21 | 125 | 143 | 48 |

| #  |                       | Див | И  | В  | ПО | П  | Г+  | Г-  | О  |
| -- | --------------------- | --- | -- | -- | -- | -- | --- | --- | -- |
| 1  | «Питтсбург Пингвинз»* | Атл | 48 | 36 | 0  | 12 | 165 | 119 | 72 |
| 2  | «Монреаль Канадиенс»* | СВ  | 48 | 29 | 5  | 14 | 149 | 126 | 63 |
| 3  | «Вашингтон Кэпиталз»* | ЮВ  | 48 | 27 | 3  | 18 | 149 | 130 | 57 |
| 4  | «Бостон Брюинз»       | СВ  | 48 | 28 | 6  | 14 | 131 | 109 | 62 |
| 5  | «Торонто Мэйпл Лифс»  | СВ  | 48 | 26 | 5  | 17 | 145 | 133 | 57 |
| 6  | «Нью-Йорк Рейнджерз»  | Атл | 48 | 26 | 4  | 18 | 130 | 112 | 56 |
| 7  | «Оттава Сенаторз»     | СВ  | 48 | 25 | 6  | 17 | 116 | 104 | 56 |
| 8  | «Нью-Йорк Айлендерз»  | Атл | 48 | 24 | 7  | 17 | 139 | 139 | 55 |
| 9  | «Виннипег Джетс»      | ЮВ  | 48 | 24 | 3  | 21 | 128 | 144 | 51 |
| 10 | «Филадельфия Флайерз» | Атл | 48 | 23 | 3  | 22 | 133 | 141 | 49 |
| 11 | «Нью-Джерси Дэвилз»   | Атл | 48 | 19 | 10 | 19 | 112 | 129 | 48 |
| 12 | «Баффало Сэйбрз»      | СВ  | 48 | 21 | 6  | 21 | 125 | 143 | 48 |
| 13 | «Каролина Харрикейнз» | ЮВ  | 48 | 19 | 4  | 25 | 128 | 160 | 42 |
| 14 | «Тампа-Бэй Лайтнинг»  | ЮВ  | 48 | 18 | 4  | 26 | 148 | 150 | 40 |
| 15 | «Флорида Пантерз»     | ЮВ  | 48 | 15 | 6  | 27 | 112 | 171 | 36 |

Примечание: Звёздочкой помечены лидеры дивизионов.

## Расписание матчей и результаты

### Плей-офф
Четвертьфинал Конференции
| 2 мая 2012 Счёт в серии: 1-0 | «Оттава Сенаторз» | 4 : 2 (1:0, 0:2, 3:0) | «Монреаль Канадиенс» | Белл-центр Зрителей: 21 273 |

| Отчёт | Отчёт                  | Отчёт                                                                                                  | Отчёт            | Отчёт                        |
| --- | ---------------------- | --- | ---------------- | ---------------------------- |
| |                        | |                  |                              |
| | Крэйг Андерсон 48/50   | Вратари                                                                                                | Кэри Прайс 27/31 | Судьи: Майк Леджо Дэн О'Рурк |
| | Голы:                  | |                  | Судьи: Майк Леджо Дэн О'Рурк |
| Эрик Карлссон — 17:25 (К. Туррис, М. Метот) Якоб Сильфверберг — 43:27 (М. Зибанежад, Э. Карлссон) Марк Метот — 45:20 (Д. Альфредссон) Гийом Лятандресс — 53:55 (Я. Сильфверберг, М. Зибанежад) | 1:0 1:1 1:2 :2 3:2 4:2 | 33:09 — Рене Бурк (П.-К. Суббэн, Д. Деарне) 34:08 — Брэндан Галлагер (5x4) (Т. Плеканец, А. Гальченюк) |                  | Судьи: Майк Леджо Дэн О'Рурк |
| |                        | |                  | Судьи: Майк Леджо Дэн О'Рурк |
| |                        | |                  | Судьи: Майк Леджо Дэн О'Рурк |
| |                        | |                  | Судьи: Майк Леджо Дэн О'Рурк |
| 23 мин | Штраф                  | 6 мин                                                                                                  |                  | Судьи: Майк Леджо Дэн О'Рурк |
| |                        | |                  |                              |
| | 31                     | Броски                                                                                                 | 50               |                              |

| 3 мая 2012 Счёт в серии: 1-1 | «Оттава Сенаторз» | 1 : 3 (0:0, 1:3, 0:0) | «Монреаль Канадиенс» | Белл-центр Зрителей: 21 273 |

| Отчёт                                        | Отчёт                | Отчёт | Отчёт            | Отчёт                           |
| -------------------------------------------- | -------------------- | --- | ---------------- | ------------------------------- |
|                                              |                      | |                  |                                 |
|                                              | Крэйг Андерсон 31/34 | Вратари | Кэри Прайс 29/30 | Судьи: Уэс МакКоли Кевин Поллок |
|                                              | Голы:                | |                  | Судьи: Уэс МакКоли Кевин Поллок |
| Милан Михалек — 28:16 (К. Филлипс, А. Бенуа) | 0:1 0:2 1:2 1:3      | 23:20 — Райан Уайт 24:13 — Брэндан Галлагер (А. Гальченюк, Б. Праст) 38:57 — Майкл Райдер (Р. Бурк, П.-К. Суббэн) |                  | Судьи: Уэс МакКоли Кевин Поллок |
|                                              |                      | |                  | Судьи: Уэс МакКоли Кевин Поллок |
|                                              |                      | |                  | Судьи: Уэс МакКоли Кевин Поллок |
|                                              |                      | |                  | Судьи: Уэс МакКоли Кевин Поллок |
| 8 мин                                        | Штраф                | 12 мин |                  | Судьи: Уэс МакКоли Кевин Поллок |
|                                              |                      | |                  |                                 |
|                                              | 30                   | Броски | 34               |                                 |

| 5 мая 2012 Счёт в серии: 2-1 | «Оттава Сенаторз» | 6 : 1 (1:1, 1:0, 4:0) | «Монреаль Канадиенс» | Скоушабэнк Плэйс Зрителей: 20 249 |

| Отчёт | Отчёт                       | Отчёт                                             | Отчёт            | Отчёт                              |
| --- | --------------------------- | ------------------------------------------------- | ---------------- | ---------------------------------- |
| |                             |                                                   |                  |                                    |
| | Крэйг Андерсон 33/34        | Вратари                                           | Кэри Прайс 24/30 | Судьи: Пол Деворски Дэн О'Хэллоран |
| | Голы:                       |                                                   |                  | Судьи: Пол Деворски Дэн О'Хэллоран |
| Даниэль Альфредссон (5x3) — 05:58 (С. Гончар, Э. Карлссон) Жан-Габриэль Пажо — 24:40 (С. Гончар, М. Метот) Жан-Габриэль Пажо — 41:18 (К. Нил, Дж. Кауэн) Кайл Туррис — 47:00 (Д. Альфредссон, Э. Карлссон) Якоб Сильфверберг (5x4) — 47:08 (М. Михалек) Жан-Габриэль Пажо (5x4) — 58:02 (Э. Кондра, Д. Альфредссон) | 1:0 1:1 2:1 3:1 4:1 5:1 6:1 | 14:34 — Рене Бурк (5x4) (Т. Плеканец, Б. Джионта) |                  | Судьи: Пол Деворски Дэн О'Хэллоран |
| |                             |                                                   |                  | Судьи: Пол Деворски Дэн О'Хэллоран |
| |                             |                                                   |                  | Судьи: Пол Деворски Дэн О'Хэллоран |
| |                             |                                                   |                  | Судьи: Пол Деворски Дэн О'Хэллоран |
| 107 мин | Штраф                       | 129 мин                                           |                  | Судьи: Пол Деворски Дэн О'Хэллоран |
| |                             |                                                   |                  |                                    |
| | 30                          | Броски                                            | 34               |                                    |

| 7 мая 2012 Счёт в серии: 3-1 | «Оттава Сенаторз» | 3 : 2 ОТ (0:0, 0:2, 2:0) | «Монреаль Канадиенс» | Скоушабэнк Плэйс Зрителей: 20 500 |

| Отчёт | Отчёт                | Отчёт                                                                                             | Отчёт                                                    | Отчёт                     |
| --- | -------------------- | ------------------------------------------------------------------------------------------------- | -------------------------------------------------------- | ------------------------- |
| |                      |                                                                                                   |                                                          |                           |
| | Крэйг Андерсон 26/28 | Вратари                                                                                           | 00:00-60:00 Кэри Прайс 30/32 60:00-62:32 Петер Будай 1/2 | Судьи: Брэд Майер Тим Пил |
| | Голы:                |                                                                                                   |                                                          | Судьи: Брэд Майер Тим Пил |
| Мика Зибанежад — 51:55 (К. Нил, С. Гончар) Кори Конакер — 59:37 (Д. Альфредссон, К. Туррис) Кайл Туррис — 62:32 (М. Метот, Э. Карлссон) | 0:1 0:2 1:2 2:2 3:2  | 22:52 — Пи-Кей Суббэн (Т. Плеканец, М. Райдер) 23:54 — Алекс Гальченюк (Дж. Хэлперн, Дж. Тинорди) |                                                          | Судьи: Брэд Майер Тим Пил |
| |                      |                                                                                                   |                                                          | Судьи: Брэд Майер Тим Пил |
| |                      |                                                                                                   |                                                          | Судьи: Брэд Майер Тим Пил |
| |                      |                                                                                                   |                                                          | Судьи: Брэд Майер Тим Пил |
| 2 мин | Штраф                | 6 мин                                                                                             |                                                          | Судьи: Брэд Майер Тим Пил |
| |                      |                                                                                                   |                                                          |                           |
| | 34                   | Броски                                                                                            | 28                                                       |                           |

| 9 мая 2012 Счёт в серии: 4-1 | «Оттава Сенаторз» | 6 : 1 (2:1, 1:0, 3:0) | «Монреаль Канадиенс» | Белл-центр Зрителей: 21 273 |

| Отчёт | Отчёт                       | Отчёт                                                | Отчёт             | Отчёт                        |
| --- | --------------------------- | ---------------------------------------------------- | ----------------- | ---------------------------- |
| |                             |                                                      |                   |                              |
| | Крэйг Андерсон 33/34        | Вратари                                              | Петер Будай 23/29 | Судьи: Стив Козари Крис Руни |
| | Голы:                       |                                                      |                   | Судьи: Стив Козари Крис Руни |
| Зак Смит — 02:17 (М. Кассиан, М. Метот) Кори Конакер — 12:26 (Э. Кондра, Ж.-Г. Пажо) Кайл Туррис (4x5) — 31:29 (Э. Кондра) Даниэль Альфредссон (5x4) — 46:22 (С. Гончар, Э. Карлссон) Кори Конакер (5x4) — 52:27 (М. Зибанежад) Эрик Кондра (5x4) — 56:12 (Ж.-Г. Пажо, М. Кассиан) | 1:0 2:0 2:1 3:1 4:1 5:1 6:1 | 19:45 — Пи-Кей Суббэн (5x4) (А. Марков, Т. Плеканец) |                   | Судьи: Стив Козари Крис Руни |
| |                             |                                                      |                   | Судьи: Стив Козари Крис Руни |
| |                             |                                                      |                   | Судьи: Стив Козари Крис Руни |
| |                             |                                                      |                   | Судьи: Стив Козари Крис Руни |
| 22 мин | Штраф                       | 32 мин                                               |                   | Судьи: Стив Козари Крис Руни |
| |                             |                                                      |                   |                              |
| | 29                          | Броски                                               | 34                |                              |

Полуфинал Конференции
| 14 мая 2012 Счёт в серии: 0-1 | «Оттава Сенаторз» | 1 : 4 (1:2, 0:1, 0:1) | «Питтсбург Пингвинз» | Консол Энерджи-центр Зрителей: 18 621 |

| Отчёт                                        | Отчёт                | Отчёт | Отчёт              | Отчёт                           |
| -------------------------------------------- | -------------------- | --- | ------------------ | ------------------------------- |
|                                              |                      | |                    |                                 |
|                                              | Крэйг Андерсон 26/30 | Вратари | Томаш Вокоун 35/36 | Судьи: Уэс МакКоли Марк Жоанетт |
|                                              | Голы:                | |                    | Судьи: Уэс МакКоли Марк Жоанетт |
| Колин Грининг — 04:51 (Э. Кондра, Дж. Кауэн) | 0:1 :1 1:2 1:3 1:4   | 02:41 — Пол Мартин (5x4) (Е. Малкин, Б. Морроу) 12:15 — Евгений Малкин (К. Кунитц, Дж. Нил) 38:33 — Крис Кунитц (5x4) (Дж. Игинла, К. Летэнг) 51:24 — Паскаль Дюпуи (4x5) (Д. Мюррей) |                    | Судьи: Уэс МакКоли Марк Жоанетт |
|                                              |                      | |                    | Судьи: Уэс МакКоли Марк Жоанетт |
|                                              |                      | |                    | Судьи: Уэс МакКоли Марк Жоанетт |
|                                              |                      | |                    | Судьи: Уэс МакКоли Марк Жоанетт |
| 36 мин                                       | Штраф                | 18 мин |                    | Судьи: Уэс МакКоли Марк Жоанетт |
|                                              |                      | |                    |                                 |
|                                              | 36                   | Броски | 30                 |                                 |

| 17 мая 2013 Счёт в серии: 0-2 | «Оттава Сенаторз» | 3 : 4 (1:2, 1:2, 1:0) | «Питтсбург Пингвинз» | Консол Энерджи-центр Зрителей: 18 645 |

| Отчёт | Отчёт                                                          | Отчёт | Отчёт              | Отчёт                         |
| --- | -------------------------------------------------------------- | --- | ------------------ | ----------------------------- |
| |                                                                | |                    |                               |
| | Крэйг Андерсон 18/21 00:00-21:15 Робин Ленер 20/21 21:15-59:18 | Вратари | Томаш Вокоун 19/22 | Судьи: Дэн О'Хэллоран Крис Ли |
| | Голы:                                                          | |                    | Судьи: Дэн О'Хэллоран Крис Ли |
| Кайл Туррис (5x4) — 13:15 (Д. Альфредссон, С. Гончар) Колин Грининг — 21:55 (З. Смит, К. Нил) Жан-Габриэль Пажо — 42:01 (Г. Лятандресс, Э. Кондра) | 0:1 :1 1:2 1:3 2:3 2:4 3:4                                     | 03:16 — Сидни Кросби (П. Мартин, М. Нисканен) 16:07 — Сидни Кросби (К. Кунитц, К. Летэнг) 21:15 — Сидни Кросби (5x4) (К. Летэнг, Е. Малкин) 28:04 — Бренден Морроу (Дж. Нил, П. Мартин) |                    | Судьи: Дэн О'Хэллоран Крис Ли |
| |                                                                | |                    | Судьи: Дэн О'Хэллоран Крис Ли |
| |                                                                | |                    | Судьи: Дэн О'Хэллоран Крис Ли |
| |                                                                | |                    | Судьи: Дэн О'Хэллоран Крис Ли |
| 14 мин | Штраф                                                          | 6 мин |                    | Судьи: Дэн О'Хэллоран Крис Ли |
| |                                                                | |                    |                               |
| | 22                                                             | Броски | 42                 |                               |

| 19 мая 2013 Счёт в серии: 1-2. | «Оттава Сенаторз» | 2 : 1 2ОТ (0:0, 0:1, 1:0) | «Питтсбург Пингвинз» | Скоушабэнк Плэйс Зрителей: 20 500 |

| Отчёт                                                                                                 | Отчёт                | Отчёт                           | Отчёт              | Отчёт                             |
| --- | -------------------- | ------------------------------- | ------------------ | --------------------------------- |
| |                      |                                 |                    |                                   |
| | Крэйг Андерсон 49/50 | Вратари                         | Томаш Вокоун 46/48 | Судьи: Эрик Фёрлэтт Стивен Уолком |
| | Голы:                |                                 |                    | Судьи: Эрик Фёрлэтт Стивен Уолком |
| Даниэль Альфредссон (4x5) — 59:31 (М. Михалек, С. Гончар) Колин Грининг — 87:39 (А. Бенуа, Э. Кондра) | 0:1 :1 2:1           | 38:53 — Тайлер Кеннеди (М. Кук) |                    | Судьи: Эрик Фёрлэтт Стивен Уолком |
| |                      |                                 |                    | Судьи: Эрик Фёрлэтт Стивен Уолком |
| |                      |                                 |                    | Судьи: Эрик Фёрлэтт Стивен Уолком |
| |                      |                                 |                    | Судьи: Эрик Фёрлэтт Стивен Уолком |
| 14 мин                                                                                                | Штраф                | 8 мин                           |                    | Судьи: Эрик Фёрлэтт Стивен Уолком |
| |                      |                                 |                    |                                   |
| | 48                   | Броски                          | 50                 |                                   |

| 22 мая 2013 Счёт в серии: 1-3. | «Оттава Сенаторз» | 3 : 7 (2:1, 0:2, 1:4) | «Питтсбург Пингвинз» | Скоушабэнк Плэйс Зрителей: 20 500 |

| Отчёт | Отчёт                                                        | Отчёт | Отчёт              | Отчёт                        |
| --- | ------------------------------------------------------------ | --- | ------------------ | ---------------------------- |
| |                                                              | |                    |                              |
| | Крэйг Андерсон 32/38 00:00-48:39 Робин Ленер 3/4 48:39-60:00 | Вратари | Томаш Вокоун 30/33 | Судьи: Брэд Уолсон Том Коуэл |
| | Голы:                                                        | |                    | Судьи: Брэд Уолсон Том Коуэл |
| Милан Михалек (4x5) — 02:29 (Д. Альфредссон, А. Бенуа) Кайл Туррис — 16:15 (Я. Сильфверберг, Э. Карлссон) Даниэль Альфредссон (5x4) — 54:44 (Э. Карлссон, К. Нил) | 1:0 1:1 2:1 2:2 2:3 2:4 2:5 2:6 2:7 3:7                      | 14:56 — Джеймс Нил 21:08 — Крис Кунитц (П. Дюпуи, К. Летанг) 21:48 — Джером Игинла (К. Летанг, Дж. Нил) 41:59 — Джеймс Нил (5x4) (С. Кросби, К. Летанг) 48:08 — Паскаль Дюпуи (4x5) (М. Кук) 48:39 — Сидни Кросби (Т. Кеннеди) 49:53 — Джером Игинла (5x4) (Ю. Йокинен, К. Летанг) |                    | Судьи: Брэд Уолсон Том Коуэл |
| |                                                              | |                    | Судьи: Брэд Уолсон Том Коуэл |
| |                                                              | |                    | Судьи: Брэд Уолсон Том Коуэл |
| |                                                              | |                    | Судьи: Брэд Уолсон Том Коуэл |
| 10 мин | Штраф                                                        | 8 мин |                    | Судьи: Брэд Уолсон Том Коуэл |
| |                                                              | |                    |                              |
| | 33                                                           | Броски | 42                 |                              |

| 24 мая 2013 Счёт в серии: 1-4. | «Оттава Сенаторз» | 2 : 6 (0:1, 1:3, 1:2) | «Питтсбург Пингвинз» | Консол Энерджи-центр Зрителей: 18 656 |

| Отчёт                                                                                     | Отчёт                           | Отчёт | Отчёт              | Отчёт                          |
| ----------------------------------------------------------------------------------------- | ------------------------------- | --- | ------------------ | ------------------------------ |
|                                                                                           |                                 | |                    |                                |
|                                                                                           | Крэйг Андерсон 27/33            | Вратари | Томаш Вокоун 29/31 | Судьи: Дэн О'Рурк Кевин Поллок |
|                                                                                           | Голы:                           | |                    | Судьи: Дэн О'Рурк Кевин Поллок |
| Милан Михалек — 36:18 (Дж. Спецца, К. Туррис) Кайл Туррис — 53:32 (Дж. Кауэн, К. Грининг) | 0:1 0:2 0:3 1:3 1:4 1:5 2:5 2:6 | 06:25 — Бренден Морроу (М. Итон, М. Кук) 27:38 — Джеймс Нил (5x4) (К. Летанг, С. Кросби) 32:48 — Крис Летанг (Т. Кеннеди, Б. Орпик) 39:30 — Евгений Малкин (Дж. Нил) 51:07 — Джеймс Нил 57:21 — Джеймс Нил (Е. Малкин, К. Летанг) |                    | Судьи: Дэн О'Рурк Кевин Поллок |
|                                                                                           |                                 | |                    | Судьи: Дэн О'Рурк Кевин Поллок |
|                                                                                           |                                 | |                    | Судьи: Дэн О'Рурк Кевин Поллок |
|                                                                                           |                                 | |                    | Судьи: Дэн О'Рурк Кевин Поллок |
| 12 мин                                                                                    | Штраф                           | 14 мин |                    | Судьи: Дэн О'Рурк Кевин Поллок |
|                                                                                           |                                 | |                    |                                |
|                                                                                           | 31                              | Броски | 33                 |                                |

## Статистика игроков

### Регулярный чемпионат
Вратари
| №  | Нац         | Игрок          | И  | Мин     | В  | ПО | П | ГП | КНН  | % отр. бр. | СИ | Г | П | О | ШТР |
| -- | ----------- | -------------- | -- | ------- | -- | -- | - | -- | ---- | ---------- | -- | - | - | - | --- |
| 30 | Флаг США    | Бен Бишоп†     | 13 | 758:12  | 8  | 0  | 5 | 31 | 2,45 | 92,23      | 1  | 0 | 0 | 0 | 0   |
| 40 | Флаг Швеции | Робин Ленер    | 12 | 734:44  | 5  | 4  | 3 | 27 | 2,20 | 93,63      | 0  | 0 | 0 | 0 | 0   |
| 41 | Флаг США    | Крэйг Андерсон | 24 | 1419:54 | 12 | 2  | 9 | 40 | 1,69 | 94,09      | 3  | 0 | 0 | 0 | 0   |

Защитники
| №  | Нац         | Игрок          | И  | Г | П  | О  | +/- | ШТР |
| -- | ----------- | -------------- | -- | - | -- | -- | --- | --- |
| 2  | Флаг Канады | Джаред Кауэн   | 7  | 1 | 0  | 1  | +1  | 10  |
| 3  | Флаг Канады | Марк Метот     | 47 | 2 | 9  | 11 | +1  | 31  |
| 4  | Флаг Канады | Крис Филлипс   | 48 | 5 | 9  | 14 | -5  | 43  |
| 10 | Флаг США    | Майк Ландин    | 11 | 0 | 1  | 1  | -2  | 0   |
| 46 | Флаг Канады | Патрик Уиркош  | 42 | 5 | 14 | 19 | +9  | 39  |
| 55 | Флаг России | Сергей Гончар  | 45 | 3 | 24 | 27 | +4  | 26  |
| 61 | Флаг Канады | Андре Бенуа    | 33 | 3 | 7  | 10 | -3  | 8   |
| 62 | Флаг Канады | Эрик Грайба    | 33 | 2 | 4  | 6  | -3  | 26  |
| 65 | Флаг Швеции | Эрик Карлссон  | 17 | 6 | 8  | 14 | +8  | 8   |
| 74 | Флаг Канады | Марк Боровецки | 6  | 0 | 0  | 0  | +1  | 18  |

Нападающие
| №  | Нац          | Игрок               | И  | Г  | П  | О  | +/- | ШТР |
| -- | ------------ | ------------------- | -- | -- | -- | -- | --- | --- |
| 7  | Флаг Канады  | Кайл Туррис         | 48 | 12 | 17 | 29 | +6  | 24  |
| 9  | Флаг Чехии   | Милан Михалек       | 23 | 4  | 10 | 14 | +8  | 17  |
| 11 | Флаг Швеции  | Даниэль Альфредссон | 47 | 10 | 16 | 26 | +1  | 33  |
| 13 | Флаг Дании   | Петер Регин         | 27 | 0  | 3  | 3  | -4  | 8   |
| 14 | Флаг Канады  | Колин Грининг       | 47 | 8  | 11 | 19 | +5  | 11  |
| 15 | Флаг США     | Зак Смит            | 48 | 4  | 11 | 15 | -9  | 56  |
| 16 | Флаг Канады  | Марк Стоун          | 4  | 0  | 0  | 0  | -1  | 2   |
| 18 | Флаг США     | Джим О'Брайен       | 29 | 5  | 1  | 6  | -2  | 8   |
| 19 | Флаг Канады  | Джейсон Спецца      | 5  | 2  | 3  | 5  | +3  | 2   |
| 22 | Флаг США     | Эрик Кондра         | 48 | 4  | 8  | 12 | +3  | 34  |
| 23 | Флаг Латвии  | Каспарс Даугавиньш† | 19 | 1  | 2  | 3  | -7  | 9   |
| 24 | Флаг Франции | Стефан да Коста     | 9  | 1  | 1  | 2  | -3  | 0   |
| 25 | Флаг Канады  | Крис Нил            | 48 | 4  | 8  | 12 | 0   | 144 |
| 28 | Флаг Канады  | Мэтт Кассиан‡       | 15 | 1  | 0  | 1  | 0   | 47  |
| 33 | Флаг Швеции  | Якоб Сильфверберг   | 48 | 10 | 9  | 19 | +9  | 12  |
| 44 | Флаг Канады  | Жан-Габриэль Пажо   | 9  | 2  | 2  | 4  | +3  | 0   |
| 57 | Флаг Канады  | Дерек Грант         | 5  | 0  | 0  | 0  | -1  | 0   |
| 59 | Флаг Канады  | Давид Джюжиньски    | 12 | 2  | 0  | 2  | -1  | 13  |
| 68 | Флаг Канады  | Майк Хоффман        | 3  | 0  | 0  | 0  | -1  | 2   |
| 73 | Флаг Канады  | Гийом Лятандресс    | 27 | 6  | 4  | 10 | -2  | 8   |
| 89 | Флаг Канады  | Кори Конакер‡       | 12 | 2  | 3  | 5  | +6  | 4   |
| 93 | Флаг Швеции  | Мика Зибанежад      | 40 | 7  | 13 | 20 | +9  | 6   |

Символ «†» означает, что игрок покинул команду по ходу чемпионата. Статистика отражает время, проведённое с «Сенаторами».
Символ «‡» означает, что игрок пришёл в команду по ходу чемпионата. Статистика отражает время, проведённое с «Сенаторами».

### Плей-офф
Вратари
| №  | Нац         | Игрок          | И  | Мин    | В | ПО | П | ГП | КНН  | % отр. бр. | СИ | Г | П | О | ШТР |
| -- | ----------- | -------------- | -- | ------ | - | -- | - | -- | ---- | ---------- | -- | - | - | - | --- |
| 40 | Флаг Швеции | Робин Ленер    | 2  | 49:24  | 0 | 0  | 1 | 2  | 2,43 | 92,00      | 0  | 0 | 0 | 0 | 0   |
| 41 | Флаг США    | Крэйг Андерсон | 10 | 577:40 | 5 | 0  | 4 | 29 | 3,01 | 91,76      | 0  | 0 | 0 | 0 | 0   |

Защитники
| №  | Нац         | Игрок         | И  | Г | П | О | +/- | ШТР |
| -- | ----------- | ------------- | -- | - | - | - | --- | --- |
| 2  | Флаг Канады | Джаред Кауэн  | 10 | 0 | 3 | 3 | -6  | 21  |
| 3  | Флаг Канады | Марк Метот    | 10 | 1 | 4 | 5 | +1  | 6   |
| 4  | Флаг Канады | Крис Филлипс  | 10 | 0 | 1 | 1 | +6  | 21  |
| 46 | Флаг Канады | Патрик Уиркош | 1  | 0 | 0 | 0 | 0   | 0   |
| 55 | Флаг России | Сергей Гончар | 10 | 0 | 6 | 6 | -3  | 14  |
| 61 | Флаг Канады | Андре Бенуа   | 5  | 0 | 3 | 3 | +4  | 0   |
| 62 | Флаг Канады | Эрик Грайба   | 4  | 0 | 0 | 0 | 0   | 17  |
| 65 | Флаг Швеции | Эрик Карлссон | 10 | 1 | 7 | 8 | 0   | 6   |

Нападающие
| №  | Нац         | Игрок               | И  | Г | П | О  | +/- | ШТР |
| -- | ----------- | ------------------- | -- | - | - | -- | --- | --- |
| 7  | Флаг Канады | Кайл Туррис         | 10 | 6 | 3 | 9  | +2  | 13  |
| 9  | Флаг Чехии  | Милан Михалек       | 10 | 3 | 2 | 5  | +3  | 2   |
| 11 | Флаг Швеции | Даниэль Альфредссон | 10 | 4 | 6 | 10 | +5  | 6   |
| 14 | Флаг Канады | Колин Грининг       | 10 | 3 | 1 | 4  | -1  | 2   |
| 15 | Флаг США    | Зак Смит            | 10 | 1 | 1 | 2  | -2  | 31  |
| 16 | Флаг Канады | Марк Стоун          | 1  | 0 | 0 | 0  | 0   | 0   |
| 19 | Флаг Канады | Джейсон Спецца      | 3  | 0 | 1 | 1  | -1  | 0   |
| 22 | Флаг США    | Эрик Кондра         | 10 | 1 | 6 | 7  | -1  | 2   |
| 25 | Флаг Канады | Крис Нил            | 10 | 0 | 4 | 4  | 0   | 39  |
| 28 | Флаг Канады | Мэтт Кассиан        | 5  | 0 | 2 | 2  | +1  | 17  |
| 33 | Флаг Швеции | Якоб Сильфверберг   | 10 | 2 | 2 | 4  | -1  | 2   |
| 44 | Флаг Канады | Жан-Габриэль Пажо   | 10 | 4 | 2 | 6  | +4  | 8   |
| 73 | Флаг Канады | Гийом Лятандресс    | 3  | 1 | 1 | 2  | +1  | 6   |
| 89 | Флаг Канады | Кори Конакер        | 8  | 3 | 0 | 3  | -2  | 31  |
| 93 | Флаг Швеции | Мика Зибанежад      | 10 | 1 | 3 | 4  | -3  | 0   |

## Достижения
• 21 марта 2013 года в матче против «Бостона» игрок обороны «Оттавы» Сергей Гончар отметился результативной передачей. Таким образом, хоккеист ассистировал партнёрам в девятой игре подряд и установил новый рекорд среди защитников в истории «Сенаторз», превзойдя достижение Филипа Кубы, датированное сезоном-2007/08.

• 23 марта 2013 года в матче против «Тампа-Бэй» игрок обороны «Оттавы» Сергей Гончар отметился результативной передачей. Таким образом, хоккеист ассистировал партнёрам в десятой игре подряд и установил новый рекорд в истории «Сенаторз», превзойдя достижение Джейсона Спеццы и Даниэля Альфредссона, датированное сезоном-2007/08.

• 16 апреля 2013 года в матче против «Каролины» игрок обороны «Оттавы» Сергей Гончар отметился двумя результативными передачами и набрал таким образом 772-е очко по системе «гол+пас» в карьере. Таким образом хоккеист стал самым результативным защитником в истории НХЛ, обогнав по этому показателю Сергея Зубова.
| Дата            | Игрок               | Достижение                    |
| --------------- | ------------------- | ----------------------------- |
| 21 января 2013  | Якоб Сильфверберг   | 1-й гол в НХЛ 1-е очко в НХЛ  |
| 21 января 2013  | Крэйг Андерсон      | 20-й шатаут в НХЛ             |
| 30 января 2013  | Мика Зибанежад      | 1-й гол в НХЛ                 |
| 30 января 2013  | Крэйг Андерсон      | 300-й матч в НХЛ              |
| 13 февраля 2013 | Кайл Туррис         | 200-й матч в НХЛ              |
| 16 февраля 2013 | Эрик Грайба         | 1-й матч в НХЛ                |
| 16 февраля 2013 | Дерек Грант         | 1-й матч в НХЛ                |
| 16 февраля 2013 | Давид Джюжиньски    | 1-й матч в НХЛ                |
| 19 февраля 2013 | Андре Бенуа         | 1-й гол в НХЛ                 |
| 19 февраля 2013 | Давид Джюжиньски    | 1-й гол в НХЛ                 |
| 19 февраля 2013 | 1-е очко в НХЛ      |                               |
| 19 февраля 2013 | Эрик Грайба         |                               |
| 3 марта 2013    | Патрик Уиркош       | 1-й гол в НХЛ                 |
| 8 марта 2013    | Марк Метот          | 300-й матч в НХЛ              |
| 19 марта 2013   | Даниэль Альфредссон | 1100-е очко в НХЛ             |
| 23 марта 2013   | Эрик Грайба         | 1-й гол в НХЛ                 |
| 11 апреля 2013  | Жан-Габриэль Пажо   | 1-й матч в НХЛ 1-е очко в НХЛ |
| 12 апреля 2013  | Жан-Габриэль Пажо   | 1-й гол в НХЛ                 |
| 18 апреля 2013  | Кайл Туррис         | 100-е очко в НХЛ              |
| 5 мая 2013      | Жан-Габриэль Пажо   | 1-й хет-трик в плей-офф НХЛ   |
| 22 мая 2013     | Даниэль Альфредссон | 100-е очко в плей-офф НХЛ     |

## Переходы игроков

### Обмены
| Дата          | Детали                                          | Детали                                                         |
| ------------- | ----------------------------------------------- | -------------------------------------------------------------- |
| 1 июля 2012   | В «Коламбус» • Ник Фолиньо                      | В «Оттаву» • Марк Метот                                        |
| 12 марта 2013 | В «Миннесоту» • Пик в шестом раунде Драфта-2014 | В «Оттаву» • Мэтт Кассиан                                      |
| 3 апреля 2013 | В «Тампу-Бэй» • Бен Бишоп                       | В «Оттаву» • Кори Конакер • Пик в четвёртом раунде Драфта-2013 |

### Подписанные свободные агенты
| Дата          | Игрок            | Контракт                                      | Предыдущий клуб                                            |
| ------------- | ---------------- | --------------------------------------------- | ---------------------------------------------------------- |
| 1 июля 2012   | Гийом Латандресс | Однолетний 1,25 млн $                         | «Миннесота»                                                |
| 1 июля 2012   | Майк Ландин      | Однолетний 1,15 млн $                         | «Миннесота»                                                |
| 1 июля 2012   | Хью Джессимэн    | Однолетний 0,6 млн $ двусторонний             | «Абботсфорд» (АХЛ)                                         |
| 10 июля 2012  | Тайлер Экфорд    | Двухлетний 0,6 млн $ в год двусторонний       | «Портленд» (АХЛ)                                           |
| 13 июля 2012  | Андре Бенуа      | Однолетний 0,65 млн $ двусторонний            | «Спартак» (КХЛ)                                            |
| 16 июля 2012  | Натан Лосон      | Однолетний 0,6 млн $ двусторонний             | «Гамильтон» (АХЛ)                                          |
| 14 марта 2013 | Трой Рутковски   | Трёхлетний 0,655 млн $ в год контракт новичка | «Портленд Уинтерхокс» (ЗХЛ)                                |
| 20 марта 2013 | Эндрю Хэммонд    | Двухлетний 0,72 млн $ в год контракт новичка  | «Университет Боулинг-Грин-Стейт» (Студенческая лига США)   |
| 25 марта 2013 | Бадди Робинсон   | Трёхлетний контракт новичка                   | «Университет Лейк-Сьюпириэр-Стейт» (Студенческая лига США) |

### Покинувшие клуб
| Никита Филатов     | свободный агент   | «Салават Юлаев» (КХЛ) | Однолетний                        |
| Филип Куба         | свободный агент   | «Флорида»             | Двухлетний 4 млн $ в год          |
| Мэтт Каркнер       | свободный агент   | «Айлендерз»           | Трёхлетний 1,5 млн $ в год        |
| Зенон Конопка      | свободный агент   | «Миннесота»           | Двухлетний 0,975 млн $ в год      |
| Роб Клинкхаммер    | свободный агент   | «Финикс»              | Однолетний 0,6 млн $ двусторонний |
| Бобби Батлер       | контракт выкуплен | «Нью-Джерси»          | Однолетний двусторонний           |
| Каспарс Даугавиньш | драфт отказов     | «Бостон»              | Однолетний 0,635 млн $            |

## Драфт-2012
Драфт-2012 прошёл в Питтсбурге 22-23 июня 2012 года. «Сенаторы» выбрали следующих игроков.
| # | Номер | Нац         | Игрок              | П  | Клуб                                |
| - | ----- | ----------- | ------------------ | -- | ----------------------------------- |
| 1 | 15    | Флаг Канады | Коди Сеси          | ЗЩ | «Оттава» (ОХЛ)                      |
| 3 | 76    | Флаг Канады | Крис Драйджер      | ГК | «Калгари» (ЗХЛ)                     |
| 3 | 82    | Флаг Канады | Джеррод Мэйденс    | ЦН | «Оуэн» (ОХЛ)                        |
| 4 | 106   | Флаг США    | Тимоти Бойл        | ЗЩ | «Ноублз» (Высшая школа Массачусетс) |
| 5 | 136   | Флаг США    | Роберт Бэйлларджон | ЗЩ | «Индиана» (СШХЛ)                    |
| 6 | 166   | Флаг Канады | Франсуа Брассар    | ГК | «Квебек» (Квебек)                   |
| 7 | 196   | Флаг Швеции | Микаэль Викстранд  | ЗЩ | «Мура» (Швеция-2)                   |